# Fala (chien)
Pour les articles homonymes, voir Fala.
Fala (7 avril 1940 - 5 avril 1952), un terrier écossais, est l'un des chiens du président américain Franklin D. Roosevelt, qui l'emmenait avec lui dans de nombreux déplacements. Donné aux Roosevelt par une cousine, Fala est capable d'exécuter des tours. Fala a survécu à Roosevelt pendant sept ans et a été enterré près de lui. Célèbre, il a été abondamment mis en avant dans les médias américains.  
Une statue de Fala à côté de Roosevelt est installée dans le mémorial Franklin Delano Roosevelt de Washington, ce qui fait de lui le seul animal de compagnie présidentiel à être honoré de cette manière. Une autre statue de Fala a été placée au Paseo de los Presidentes à San Juan. 

## Jeunesse
Fala est né le 7 avril 1940. La cousine éloignée de Roosevelt, Margaret "Daisy" Suckley, a donné le chien à Roosevelt en guise de cadeau de Noël anticipé. Quand le chien était encore un chiot, Suckley l'a dressé, lui apprenant à s'asseoir, à se retourner et à sauter. Son nom d'origine était Big Boy ; Roosevelt le renomma « Murray Outlaw of Falahill », en l'honneur de John Murray of Falahill, célèbre ancêtre écossais, abrégé par la suite en Fala. 
Après quelques semaines à la Maison Blanche, Fala a été emmenée à l'hôpital pour des problèmes intestinaux. Roosevelt a découvert que Fala se rendait souvent dans la cuisine, et qu'il était suralimenté. Roosevelt a ordonné au personnel que le chien ne soit désormais nourri que par le président lui-même.

## Années à la Maison Blanche

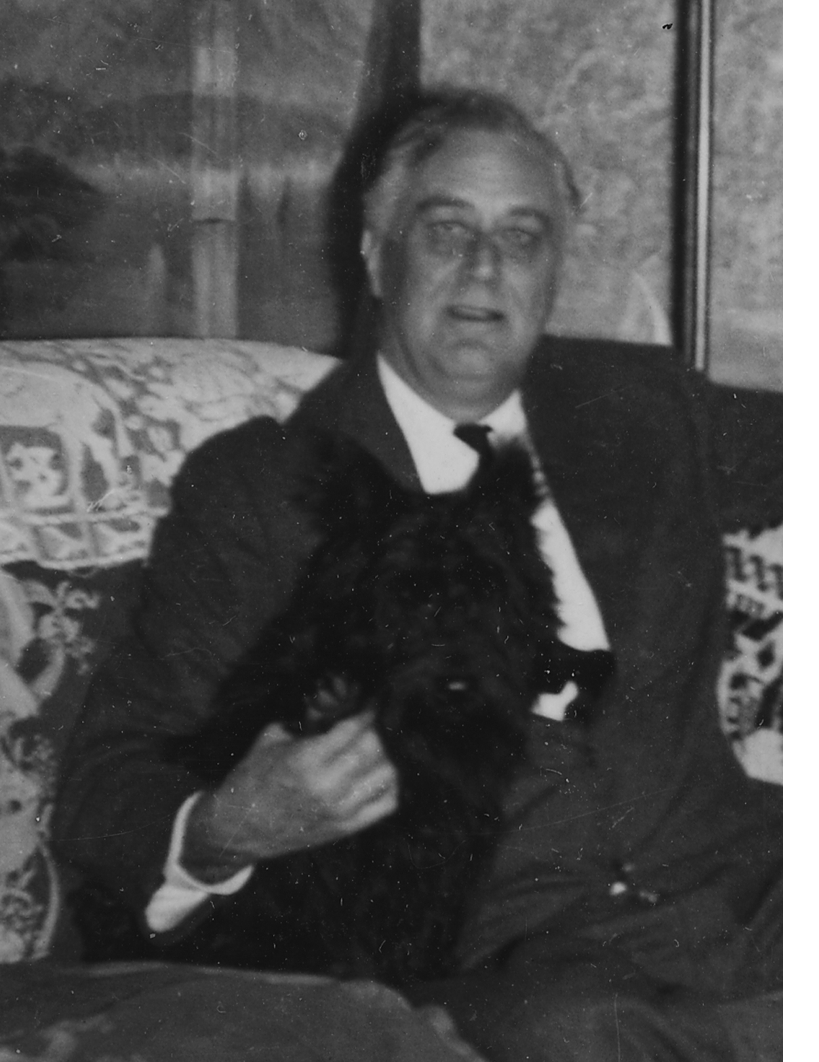
Franklin D. Rossevelt assis tenant Fala

Fala a été amené à la Maison Blanche le 10 novembre 1940 et y a passé la majeure partie de son temps jusqu'à la mort de Roosevelt en avril 1945. Fala a également voyagé avec Roosevelt chez lui à Hyde Park, à New York, et à Warm Springs, en Géorgie, où Roosevelt a été soigné pour sa maladie paralytique. 
Un film de la MGM traitant d'une journée typique du chien à la Maison Blanche est produit. Fala est également devenu un soldat honoraire de l’armée américaine en « contribuant» à l’effort de guerre, à hauteur de 1$, chaque jour de l’année, afin de donner un exemple aux Américains. 
Pendant la bataille des Ardennes, les soldats américains se demandaient mutuellement le nom du chien du président, dans l'attente de la réponse "Fala", en guise de garantie supplémentaire contre les soldats allemands qui tentaient d'infiltrer les rangs américains lors de l'opération Greif. 
Fala accompagnait souvent Roosevelt à des événements importants ; il voyagea dans l'avion du président Sacred Cow et dans le wagon sur mesure de Roosevelt, leFerdinand Magellan, ainsi que par bateau. Il était avec Roosevelt à la conférence de la Charte de l'Atlantique, au Québec, et à la réunion avec le président Manuel Ávila Camacho, du Mexique, à Monterrey. 
En 1943, Fala fit l’objet d’une courte série de caricatures politiques de Alan Foster intitulée Mr. Fala of the White House. Dans la comédie romantique La Petite Exilée de 1943, Fala était joué par Whiskers. 

## LeFala speech
Le 23 septembre 1944, Roosevelt entame sa campagne présidentielle à Washington,  lors d'un dîner avec l'Union internationale des Teamsters. Le discours d'une demi-heure a également été diffusé par toutes les radios américains. Dans son discours, Roosevelt a critiqué ses opposants républicains au Congrès et détaillé leurs critiques à son égard. Roosevelt évoque les accusations des Républicains, selon lesquelles il aurait accidentellement laissé Fala dans les îles Aléoutiennes au cours d'une tournée et aurait envoyé un destroyer de la marine américaine le récupérer, ce qui aurait eu un coût exorbitant pour les contribuables : 

« Ces dirigeants républicains ne se sont pas contentés d'attaques contre moi, ma femme ou mes fils. Non, ils s'en prennent maintenant à mon petit chien, Fala. Bien sûr, je ne ressens pas les attaques et ma famille non plus, mais Fala, lui, les ressent. Vous savez, Fala est écossais, dès qu'il a appris que les romanciers républicains du Congrès et de l'extérieur avaient concocté une histoire selon laquelle je l'avais laissé sur une île des Aléoutiennes et que j'avais envoyé un destroyer à sa recherche — à un coût pour les contribuables de deux trois, huit ou vingt millions de dollars — son âme écossaise était furieuse. Il n'est plus le même chien depuis lors. Je suis habitué à entendre des mensonges malveillants à mon propos… Mais je pense avoir le droit de renvoyer, d'objecter, de m'opposer aux déclarations calomnieuses prononcées à l'encontre de mon chien. »

 L'idée de transformer les accusations républicaines en blague était celle d'Orson Welles. Très impliqué dans la campagne pour Roosevelt, Welles lui envoyait  des idées et des phrases qui étaient parfois incorporées dans ce que Welles qualifiait de « discours moins importants ». L'un de ces discours était justement le Fala Speech, le « discours de Fala ». Après l’émission, Roosevelt, qui appréciait grandement la suggestion du réalisateur, a demandé à Welles : « Comment je me suis débrouillé ? Mon timing était-il correct ? ». 
« Le public était fou, riant, acclamant, et en demandait plus, écrit l'historienne Doris Kearns Goodwin. Et les éclats de rire portaient au-delà de la salle de banquet ; ils ont résonné dans les salons et les cuisines du pays, où les gens écoutaient le discours à la radio. Un journaliste a observé que le discours consacré à Fala était si drôle que même les visages républicains les plus de marbre esquissèrent un sourire. ».

## Après la mort de Roosevelt
Le président Roosevelt est décédé à Warm Springs, en Géorgie, en 1945. Quelques minutes après sa mort, Fala aurait eu un comportement étrange. Jim Bishop, biographe du FDR, a écrit à propos de la scène de la mort : «... une série d’aboiement a été entendue. Personne n'avait prêté attention à Fala. Il somnolait dans un coin de la pièce. Pour une raison incompréhensible, il se précipita directement vers la porte de l'écran et frappa sa tête noire contre celle-ci. L'écran s'est brisé et il a rampé à travers et a couru claquer et aboyer dans les collines. Là, des agents des services secrets pouvaient le voir, seul, immobile, sur une éminence. ». 

Fala assista aux funérailles de Roosevelt   et alla vivre avec Eleanor Roosevelt à Val-Kill.  Elle a souvent mentionné Fala dans son journal intime My Day, et a écrit à son propos dans son autobiographie : 
 C'était Fala, le petit chien de mon mari, qui ne s'est jamais vraiment remis. Une fois, en 1945, lorsque le général Eisenhower vint déposer une couronne sur la tombe de Franklin, les portes de l'allée furent ouvertes et son automobile s'approcha de la maison accompagnée du sifflement des sirènes d'une escorte de police. Lorsque Fala entendit les sirènes, ses jambes se redressèrent, ses oreilles se dressèrent et je sus qu'il s'attendait à voir son maître descendre, comme il avait pu venir tant de fois. Plus tard, quand nous habitions dans la maison de campagne, Fala était toujours allongé près de la porte de la salle à manger où il pouvait regarder les deux entrées comme il le faisait quand son maître était là. Franklin décidait souvent soudainement d'aller quelque part et Fala devait surveiller les deux entrées afin d'être prêt à se lever et à rejoindre la fête avec un court préavis. Fala m'a accepté après la mort de mon mari, mais j'étais là pour combler un manque, jusqu'à ce que le maître revienne. 
 En novembre 1945, Fala fut hospitalisé pendant une semaine après avoir été agressé par le bull mastiff de Elliott Roosevelt. Le chien agresseur a été euthanasié pour prévenir toute autre attaque. 
Souffrant de surdité et de mauvaise santé, Fala fut euthanasié le 5 avril 1952, deux jours avant son douzième anniversaire. Fala est enterré dans une tombe à quelques mètres de la pierre tombale de Roosevelt, dans la roseraie de Springwood , à côté de Chief (1918-1933), le berger allemand des Roosevelt. 

## Monuments commémoratifs
Une statue de Fala à côté de Roosevelt est placée dans le Mémorial Franklin Delano Roosevelt à Washington. Fala est le seul animal présidentiel ainsi honoré. Une autre statue de lui a été placée au "Paseo de los Presidentes" de Porto Rico, à San Juan. Une troisième statue se trouve dans la bibliothèque et le musée présidentiels Franklin Delano Roosevelt à Hyde Park, dans l'État de New York. Le collier de Fala, son plat pour chien, et d'autres artefacts sont également exposés.